# Unión de Tula
Unión de Tula é um município do estado de Jalisco, no México.
Em 2005, o município possuía um total de 13.133 habitantes.